# 2016 FX58
2016 FX58 est un objet de la ceinture de Kuiper faisant partie de cubewanos.

## Caractéristiques
2016 FX58 mesure environ 270 kilomètres de diamètre.